# Johnny Hill
Pour les articles homonymes, voir Hill.
Johnny Hill, né le 14 décembre 1905 à Leith et mort le 27 septembre 1929 à Fife, est un boxeur écossais. Il remporte en l’espace de dix-huit les titres de champion du Royaume-Uni, champion d'Europe et champion du monde des poids mouches avant de mourir de pneumonie aiguë à l'âge de 23 ans.

## Biographie
Né à Leith au nord d'Édimbourg, Johnny Hill remporte dans les rangs amateurs les titres de champion d'Écosse en poids mouches et poids coqs en 1924 à l'âge de 19 ans. Entraîné par son père, il devient professionnel et remporte la ceinture britannique des poids mouches en battant Alf Barber. L'année suivante, il bat le Français Émile Pladner à Londres pour devenir champion d'Europe,,. Le 29 août 1928, il bat l’Américain Newsboy Brown devant cinquante mille personnes et devient champion du monde (titre reconnu par la Grande-Bretagne et la Californie). Alors qu'il doit affronter l'Américain Frankie Genaro pour le titre mondial, il meurt d'une pneumonie aiguë, due à un caillot sanguin dans un poumon.